# Pólai repülőtér
A Pólai repülőtér (IATA: PUY, ICAO: LDPL) (horvátul: Zračna luka Pula) nemzetközi repülőtér Horvátországban, az Isztriai-félszigeten, Póla központjától 6 km-re keletre. Éves utasforgalma 396 724 fő (2022).

## Légitársaságok
A repülőteret a Croatia Airlines üzemelteti. Naponta vannak járatok a Póla–Zágráb útvonalon amelyek csatlakoznak a németországi, svájci és osztrák járatokhoz. Nyáron több menetrend szerinti és charter gép veszi igénybe a repülőteret.

## Forgalom
Az utasforgalom az elmúlt években az alábbi módon változott:
| Utasok száma | 672 241 | 66 934 | 102 985 | 155 566 | 384 487 | 313 793 | 351 196 | 436 121 | 777 568 | 396 724 |
|              | 1990    | 1998   | 2001    | 2004    | 2007    | 2010    | 2013    | 2016    | 2019    | 2022    |

## Légitársaságok és úticélok
| Légitársaság                  | Célállomások |
| ----------------------------- | --- |
| Aer Lingus                    | Szezonális: Dublin |
| Air Serbia                    | Szezonális: Belgrád |
| British Airways               | Szezonális: London–Heathrow |
| Croatia Airlines              | Zadar, Zágráb Szezonális: Dubrovnik, Frankfurt, Zürich |
| easyJet                       | Szezonális: Amszterdam, Berlin–Schönefeld, Berlin–Tegel, Bristol, Glasgow (2020. július 3-tól), Liverpool, London–Gatwick, London–Luton (2020. június 13-tól), London–Southend, Párizs–Charles de Gaulle |
| easyJet Switzerland           | Szezonális: Basel/Mulhouse, Genf |
| Edelweiss Air                 | Szezonális: Zürich |
| Eurowings                     | Szezonális: Köln/Bonn, Düsseldorf, Stuttgart |
| Jet2.com                      | Szezonális: Birmingham, Edinburgh, Leeds/Bradford, London–Stansted, Manchester |
| Lufthansa                     | Szezonális: Frankfurt, München |
| Norwegian                     | Szezonális: Helsinki, Oslo–Gardermoen, Stockholm–Arlanda |
| People's                      | Szezonális: St. Gallen/Altenrhein |
| Ryanair                       | Szezonális: Berlin–Tegel, Charleroi, Hahn, London–Stansted |
| Scandinavian Airlines         | Szezonális: Bergen, Koppenhága, Gothenburg, Oslo–Gardermoen, Stavanger, Stockholm–Arlanda |
| SkyUp                         | Szezonális: Kijev-Boriszpil |
| Swiss International Air Lines | Szezonális: Genf |
| S7 Airlines                   | Szezonális: Moszkva–Domogyedovo |
| Trade Air                     | Eszék, Split, Zágráb |
| Transavia                     | Szezonális: Rotterdam |
| Transavia France              | Szezonális: Párizs–Orly (2020. június 27-től) |
| TUI Airways                   | Szezonális: Birmingham, Bristol, Doncaster/Sheffield, East Midlands, London–Gatwick, Manchester |
| TUI fly Belgium               | Szezonális: Brüsszel (2020. június 20-tól) |
| Volotea                       | Szezonális: Nantes |
| Windrose Airlines             | Szezonális: Kijev-Boriszpil |